# José Carreras
José María Carreras Coll (en catalán: Josep Maria Carreras i Coll; Barcelona; 5 de diciembre de 1946) es un cantante, compositor y director de orquesta español reconocido artísticamente como José Carreras o Josep Carreras. Destacado por sus interpretaciones en obras de Donizetti, Verdi y Puccini y por formar parte del trío Los tres tenores, junto a Luciano Pavarotti y a Plácido Domingo. En 1988 creó la Fundación Josep Carreras contra la Leucemia, dedicada a la cura de la leucemia, que él mismo padeció. Fue galardonado con la Medalla de Oro de la Generalidad de Cataluña en 1984 y con el Premio Príncipe de Asturias de las Artes en 1991.

## Biografía
Carreras demostró sus aptitudes musicales desde niño. Cantaba a los pasajeros del buque en el cual se trasladó a Buenos Aires, donde vivió con su familia en 1951, en la ciudad de Villa Ballester. Allí vivieron por un año y después regresaron a España. A la edad de ocho años realizó su primera actuación en público al cantar La donna è mobile en la radio española. A los once años apareció por primera vez en el Liceo barcelonés como un joven tenor en el papel de narrador de la ópera de Manuel de Falla El retablo de Maese Pedro y en un pequeño papel en el segundo acto de La bohème.
Durante su adolescencia, Carreras había estudiado química antes de estudiar en el Conservatorio Superior de Música del Liceo.  Debutó en 1970 en Barcelona como Ismael en Nabucco y en la ópera Norma, llamando la atención de la soprano Montserrat Caballé, que protagonizaba la obra. Caballé le invitó a cantar en la producción Lucrezia Borgia, el primer gran éxito de Carreras. Volvió a cantar con Caballé en 1971 interpretando Maria Stuarda en Londres. Los dos cantantes han coincidido en diversas obras con posterioridad.
En 1972 debutó en los Estados Unidos en el papel de Pinkerton de Madama Butterfly. En 1973 debutó en Londres, y en 1974 en Viena interpretando La Traviata.  A los 28 años, Carreras había cantado ya 24 óperas diferentes. En 1978 interpretó Don Carlo en el Festival de Salzburgo, bajo la dirección de Karajan.
En 1973 debutó en el Teatro Colón de Buenos Aires como Alfredo en La traviata; volvió al Colón en 1987 para un recital junto a Agnes Baltsa.
En 1984 graba la "versión operística" de West Side Story en el papel de Tony al lado de la soprano Kiri Te Kanawa, versión compuesta y dirigida por Leonard Bernstein. Esta versión tuvo un premio Grammy en 1985.
En 1984 recibió la Medalla de Oro de la Generalidad de Cataluña.
En 1986 debuta como actor interpretando al tenor Julián Gayarre en la película Romanza final (Gayarre), dirigida por José María Forqué.

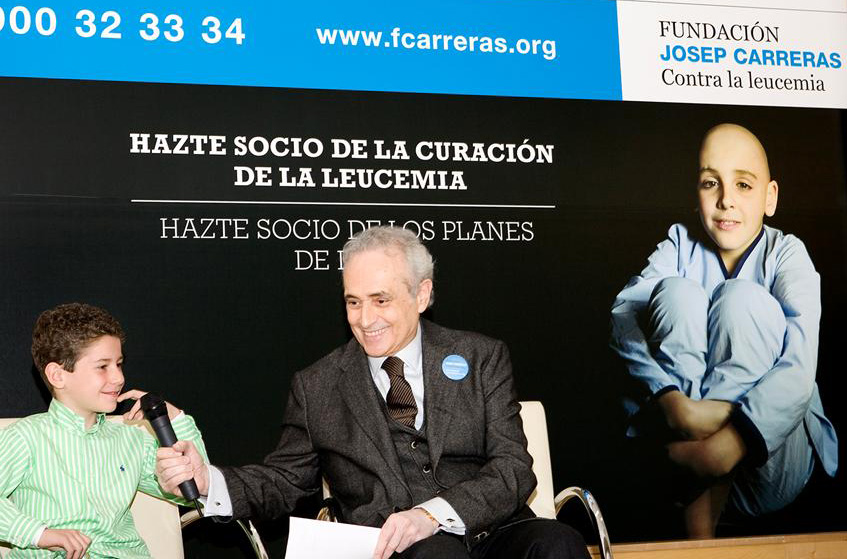
José Carreras con un expaciente de leucemia durante la presentación de la campaña de sensibilización de 2009.

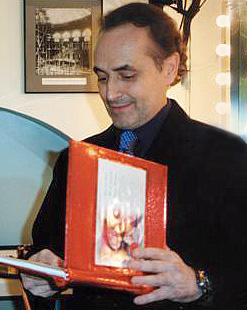
José Carreras en el Royal Albert Hall, diciembre de 2001

En 1987, cuando se encontraba en la cumbre de su carrera, le fue diagnosticada una leucemia linfoblástica y los médicos le dieron pocas posibilidades de sobrevivir. Tras duros tratamientos que incluyeron radioterapia y quimioterapia, y un autotrasplante de médula, Carreras pudo reanudar su trayectoria artística. En 1988 creó la "Fundación Josep Carreras", una organización que apoya económicamente la investigación contra la leucemia y que mantiene un banco de donantes de médula ósea.
En 1990, José Carreras debutó internacionalmente en el Concierto de Los Tres Tenores, realizado en las Termas de Caracalla, junto con Plácido Domingo y Luciano Pavarotti.
En 1991 recibió el Premio Príncipe de Asturias de las Artes, junto con Montserrat Caballe, Victoria de los Ángeles, Teresa Berganza, Pilar Lorengar, Alfredo Kraus y Plácido Domingo.
El 13 de septiembre de 2002 inauguró en San Juan de Alicante una plaza en homenaje a la labor realizada en la lucha contra la leucemia.
El 22 de septiembre de 2006 inauguró en Fuenlabrada un teatro que lleva su nombre.
El 17 de junio de 2008 celebró un acto en el Teatro del Liceo de Barcelona con motivo de sus cincuenta años desde su debut en ese escenario lírico.
En 2014 recibió la Medalla de Honor del Parlamento de Cataluña. En 2017 se posiciona en el movimiento por la independencia de Cataluña.
El 4 de agosto de 2022 Josep Carreras recibió la medalla de honor en el Festival Castell Peralada tras un emotivo concierto en el evento presentado por su presidenta Isabel Suqué.

## Discografía
Ha grabado principalmente para Philips Classics diversas óperas: L'elisir d'amore, Lucia di Lammermoor, La Juive, Tosca, La bohème, Samson et Dalila, Un ballo in maschera, La battaglia di Legnano, Il corsaro, Un giorno di regno, Stiffelio e Il trovatore.
Igualmente, grabó un disco de canciones napolitanas, con la Orquesta de Cámara Inglesa, dirigida por Muller, y otro de canciones españolas, con Martin Katz al piano.
En total, existen más de 120 grabaciones oficiales incluyendo óperas completas, además de canciones populares, clásicos del cine, canciones de Navidad, música ligera, sacra, musicales de Andrew Lloyd Webber, tango, misas y oratorios. En dichos discos, lo podremos escuchar en español, portugués, catalán, inglés, italiano, alemán, francés, chino, japonés o coreano.

## Premios y reconocimientos
- Premio Talía de Honor (2024)